# 대구 파계사 적묵당
대구 파계사 적묵당(大邱 把溪寺 寂默堂)은 대한민국 대구광역시 동구 중대동 파계사에 있는 조선시대의 건축물이다. 1984년 7월 25일 대구광역시의 문화재자료 제9호로 지정되었다.

## 개요
파계사는 통일신라 애장왕 5년(804)에 세운 절로 법당과 부속건물 및 여러 암자를 갖추고 있는 절이다. 적묵당은 조선 광해군 12년(1620)에 지었다는 기록이 있으나 정확하지 않다. 숙종 21년(1695)에 고쳐 지은 후, 여러 차례 보수를 거쳐 오늘에 이르고 있다.
앞면 6칸·옆면 6칸 규모의 건물로 지붕은 옆면에서 볼 때 여덟 팔(八)자 모양을 한 팔작지붕이다.
간결한 조선 후기의 건축 양식을 보이는 좋은 예로서 소박한 옛 건축의 아름다움을 느끼게 한다.

## 참고 문헌
- 파계사적묵당 - 국가유산청 국가유산포털